# Kameliya Petrova
Kameliya Petrova (en búlgaro: Камелия Петрова; Sofía, 1 de mayo de 2006) es una deportista búlgara que compite en gimnasia rítmica, en la modalidad de conjuntos.
Ganó tres medallas de oro en el Campeonato Mundial de Gimnasia Rítmica, en los años 2022 y 2023, y cinco medallas en el Campeonato Europeo de Gimnasia Rítmica entre los años 2022 y 2024.

## Palmarés internacional
| Campeonato Mundial | Campeonato Mundial | Campeonato Mundial | Campeonato Mundial         |
| Año                | Lugar              | Medalla            | Prueba                     |
| ------------------ | ------------------ | ------------------ | -------------------------- |
| 2022               | Sofía (Bulgaria)   | Medalla de oro     | Concurso completo          |
| 2022               | Sofía (Bulgaria)   | Medalla de oro     | 3 con cinta + 2 con pelota |
| 2023               | Valencia (España)  | Medalla de oro     | Equipo                     |
| Campeonato Europeo |                    |                    |                            |
| Año                | Lugar              | Medalla            | Prueba                     |
| 2022               | Tel Aviv (Israel)  | Medalla de oro     | Equipo                     |
| 2023               | Bakú (Azerbaiyán)  | Medalla de oro     | Equipo                     |
| 2023               | Bakú (Azerbaiyán)  | Medalla de plata   | 5 con aro                  |
| 2024               | Budapest (Hungría) | Medalla de oro     | Concurso completo          |
| 2024               | Budapest (Hungría) | Medalla de oro     | Equipo                     |